# Anschlag am Koninginnedag 2009

Lageskizze: Rot die Route des Attentäters; orange die Route der Parade

Der Anschlag am Koninginnedag 2009 auf einen Festzug in Apeldoorn in Anwesenheit von Königin Beatrix war eine Amokfahrt am Koninginnedag (30. April) des Jahres 2009.
Der 38-Jährige Niederländer Karst Tates durchfuhr mit einem Suzuki Swift mit hoher Geschwindigkeit die Zuschauerreihen und durchbrach eine Absperrung. Sein mutmaßliches Ziel war ein Bus, mit dem die Königsfamilie in der Parade gefahren wurde. Er verfehlte diesen um einige Meter und blieb schließlich durch einen Aufprall an de Naald, einem Marmorobelisk am Rande der Anlagen von Het Loo, stehen.
Durch die Amokfahrt starben sechs Zuschauer. Weiteres verloren ein Beamter der Koninklijke Marechaussee sowie der Amokfahrer das Leben. Darüber hinaus erlitten zwölf Menschen Verletzungen, zwei davon schwere.
Als Motiv wird Verzweiflung über die eigene prekäre Lage vermutet.